# Абдукарімов Ісатай Абдукарімович
Ісатай Абдукарімович Абдукарімов (15 травня 1923, аул Озгент, тепер Жанакорганського району Кизилординської області, Казахстан — 7 квітня 2001, місто Алмати, Казахстан) — радянський державний діяч, голова Президії Верховної ради Казахської РСР, 1-й секретар Кзил-Ординського обласного комітету КП Казахстану. Депутат Верховної ради Казахської РСР 5—9-го скликань. Депутат Верховної ради СРСР 9—10-го скликань. Герой Соціалістичної Праці (8.04.1971).

## Біографія
Народився в родині мулли. У 1935—1938 роках навчався в Чимкентському сільськогосподарському технікумі. У 1938—1940 роках — студент Алма-Атинського сільськогосподарського інституту.
Трудову діяльність розпочав у 1940 році літературним співробітником, завідувачем літературного віділу жанакорганської районної газети «Екпінди» Казахської РСР.
З 1941 по 1946 рік служив у Червоній армії, учасник німецько-радянської війни. Був курсантом, командиром відділення запасного полку, комсомольським організатором батальйону, партійним організатором навчального стрілецького полку. Воював на Західному фронті, був важко поранений.
Член ВКП(б) з 1944 року.
У 1946—1948 роках — 2-й секретар Жанакорганського районного комітету ЛКСМ Казахстану Кзил-Ординської області. З лютого по грудень 1948 року — 1-й секретар Кармакшинського районного комітету ЛКСМ Казахстану Кзил-Ординської області.
У 1949—1952 роках — інструктор, завідувач сектора партійної інформації, заступник завідувача відділу партійних органів Кзил-Ординського обласного комітету КП(б) Казахстану.
У лютому 1952 — липні 1953 року — 1-й секретар Кзил-Ординського обласного комітету ЛКСМ Казахстану.
У 1952 році закінчив Кзил-Ординський державний педагогічний інститут імені Гоголя.
У 1953 році — заступник начальника Кзил-Ординського обласного управління сільського господарства.
У 1953—1955 роках — секретар виконавчого комітету Кзил-Ординського обласної ради депутатів трудящих.
У 1954 році закінчив заочно Вищу партійну школу при ЦК КПРС.
У 1955—1957 роках — секретар Чиілійського районного комітету КП Казахстану по зоні машинно-тракторної станції.
У 1957—1962 роках — 1-й секретар Чиілійського районного комітету КП Казахстану Кзил-Ординської області.
У 1962 році закінчив Кзил-Ординський гідротехнічний технікум.
У 1962—1965 роках — секретар партійного комітету Кармакшинського виробничого колгоспно-радгоспного управління Кзил-Ординської області.
У 1965—1972 роках — 1-й секретар Джалагашського районного комітету КП Казахстану Кзил-Ординської області.
За «видатні успіхи, досягнуті у розвитку сільськогосподарського виробництва та виконанні п'ятирічного плану продажу державі продуктів землеробства та тваринництва» Указом Президії Верховної Ради СРСР «Про присвоєння звання Героя Соціалістичної Праці передовикам сільського господарства Казахської РСР» від 8 квітня 1971 року Абдукарімову Ісатаю Абдукарімовичу присвоєно звання Героя Соціалістичної Праці з врученням ордена Леніна та золотої медалі «Серп і Молот».
У 1972 — грудні 1978 року — 1-й секретар Кзил-Ординського обласного комітету КП Казахстану.
20 грудня 1978 — 14 грудня 1979 року — голова Президії Верховної ради Казахської РСР.
У грудні 1979 — листопаді 1980 року — голова виконавчого комітету Сирдар'їнської районної ради народних депутатів Кзил-Ординської області Казахської РСР.
З 1981 року — персональний пенсіонер у місті Алма-Ата (Алмати). У 1993 році вийшла книга спогадів Абдукарімова «Я бачив багато чого, чого не бачив».
Помер 7 квітня 2001 року в місті Алмати.
Іменем Абдукарімова названо аграрно-технічний коледж у місті Кизилорді. Про нього видано книгу спогадів «Пішла зі світу чудова душа» (2002).

## Нагороди
- Герой Соціалістичної Праці (8.04.1971)
- два ордени Леніна (23.06.1966, 8.04.1971)
- орден Жовтневої Революції (10.12.1973)
- орден Вітчизняної війни ІІ ст. (11.03.1985)
- орден «Знак Пошани» (29.03.1958)
- медалі